# Hiromi Tsuru
Hiromi Tsuru (鶴 ひろみ?, Tsuru Hiromi; Hokkaidō, 29 marzo 1960 – Tokyo, 16 novembre 2017) è stata un'attrice e doppiatrice giapponese, che lavorava per Aoni Production.
È conosciuta per aver doppiato diversi personaggi in serie anime, tra cui Bulma in Dragon Ball e Madoka Ayukawa in Capricciosa Orange Road.

## La morte
Hiromi Tsuru è stata trovata priva di sensi nella sua auto la sera del 16 novembre 2017 lungo la Shuto Expressway a Tokyo. Il veicolo è stato ritrovato fermo, con le luci di emergenza accese e con addosso la cintura di sicurezza.
Ricoverata all'ospedale, è stata dichiarata morta all'arrivo. Non sono stati rinvenuti segni di ferite o di qualche incidente, perciò la polizia ha ritenuto che fosse morta a causa di un infarto o un malore improvviso. Le autorità hanno poi dichiarato che fosse deceduta per dissezione aortica. Aveva 57 anni.

## Doppiaggio

### Serie animate
- Akihabara dennō gumi (Hinako Hanakoganei, Petit Angel)
- Soreike! Anpanman (Dokin-chan)
- Principessa dai capelli blu (Unicorn)
- Dragon Ball (Bulma e Piccolo (bambino))
- Dragon Ball Z (Bulma, Trunks neonato, Kaioshin dell'ovest e Bra)
- Dragon Ball GT (Bulma e Bra)
- Dragon Ball Kai (Bulma, Trunks neonato, Kaioshin dell'ovest e Bra)
- Dragon Ball Super (Bulma, Tights e Bra)
- Mikami Agenzia Acchiappafantasmi (Reiko Mikami)
- Gravitation (Mika Seguchi)
- Hilary (Miyako Kamijou)
- Jeanne la ladra del vento divino (Giovanna d'Arco)
- Kimagure Orange Road (Madoka Ayukawa)
- Kinnikuman (Natsuko)
- Love Hina (Mrs. Maehara)
- Maison Ikkoku (Asuna Kujou)
- Miyuki (Miyuki Kashima)
- Ranma ½ (Ukyo Kuonji e Kaori Daikoku)
- One Piece (Shakuyaku)
- I cavalieri dello zodiaco (Nemes)
- I cavalieri dello zodiaco (Titis)
- Saint Seiya Ω (Pallas)
- Peline Story (Peline Paindavoine)
- Papà Gambalunga (serie animata) (Leonora Fenton)
- Samurai Champloo (Shino/Kohaku)
- Stop! Hibari-kun (Rie Kawai)
- Silent Möbius (Kiddy Phenil)
- Macross (Kim Kabirov)
- Trigun (Meryl Strife)
- Yu-Gi-Oh! GX (voce femminile di Yubel)
- Yoko cacciatrice di demoni (Sayoko Mano)

### OAV
- Blue Sonnet (Sonnet Barje)
- Devil Hunter Yohko (Sayoko Mano)
- Dominion: Tank Police (Leona Ozaki)
- Gall Force (Lufy)
- Gravitation (Mika Seguchi)
- Here is Greenwood (Nagisa Tezuka)
- Kimagure Orange Road (Madoka Ayukawa)
- One Pound Gospel (Sister Angela)
- Prefectural Earth Defense Force (Baradaki)
- Ranma ½ serie (Ukyo Kuonji)

### Film d'animazione
- Animatrix (Trinity)
- Capitan Harlock - L'Arcadia della mia giovinezza (Mira)
- Fresh Pretty Cure! - Le Pretty Cure nel Regno dei Giocattoli (Usapyon)
- Film di Dragon Ball (Bulma)

### Videogiochi
- Blood Will Tell: Tezuka Osamu's Dororo (Misaki)
- Devil's Third (Jane Doe)
- Ghost in the Shell (Motoko Kusanagi)
- Metal Gear Solid (Naomi Hunter)
- Metal Gear Solid 4: Guns of the Patriots (Naomi Hunter)
- Ninja Gaiden 2 (Elizebet)
- Super Robot Wars Z (Supreme Commander Teral)
- Dragon Ball: Origins, Dragon Ball Z: Budokai Tenkaichi, Dragon Ball Z: Budokai Tenkaichi 2, Dragon Ball Z: Budokai Tenkaichi 3, Dragon Ball Z Kinect,  Dragon Ball Kai: Ultimate Butoden, Dragon Ball Xenoverse, Dragon Ball Xenoverse 2, Dragon Ball FighterZ (Bulma)
- Tekken 3, Tekken Tag Tournament (Julia Chang)
- Yakuza 0 (Reina)